# Kefersteinia expansa
Kefersteinia expansa är en orkidéart som först beskrevs av Heinrich Gustav Reichenbach, och fick sitt nu gällande namn av Heinrich Gustav Reichenbach. Kefersteinia expansa ingår i släktet Kefersteinia och familjen orkidéer. Inga underarter finns listade i Catalogue of Life.